# Trichophorum alpinum
Trichophorum alpinum là loài thực vật có hoa trong họ Cói. Loài này được (L.) Pers. miêu tả khoa học đầu tiên năm 1805.

## Hình ảnh

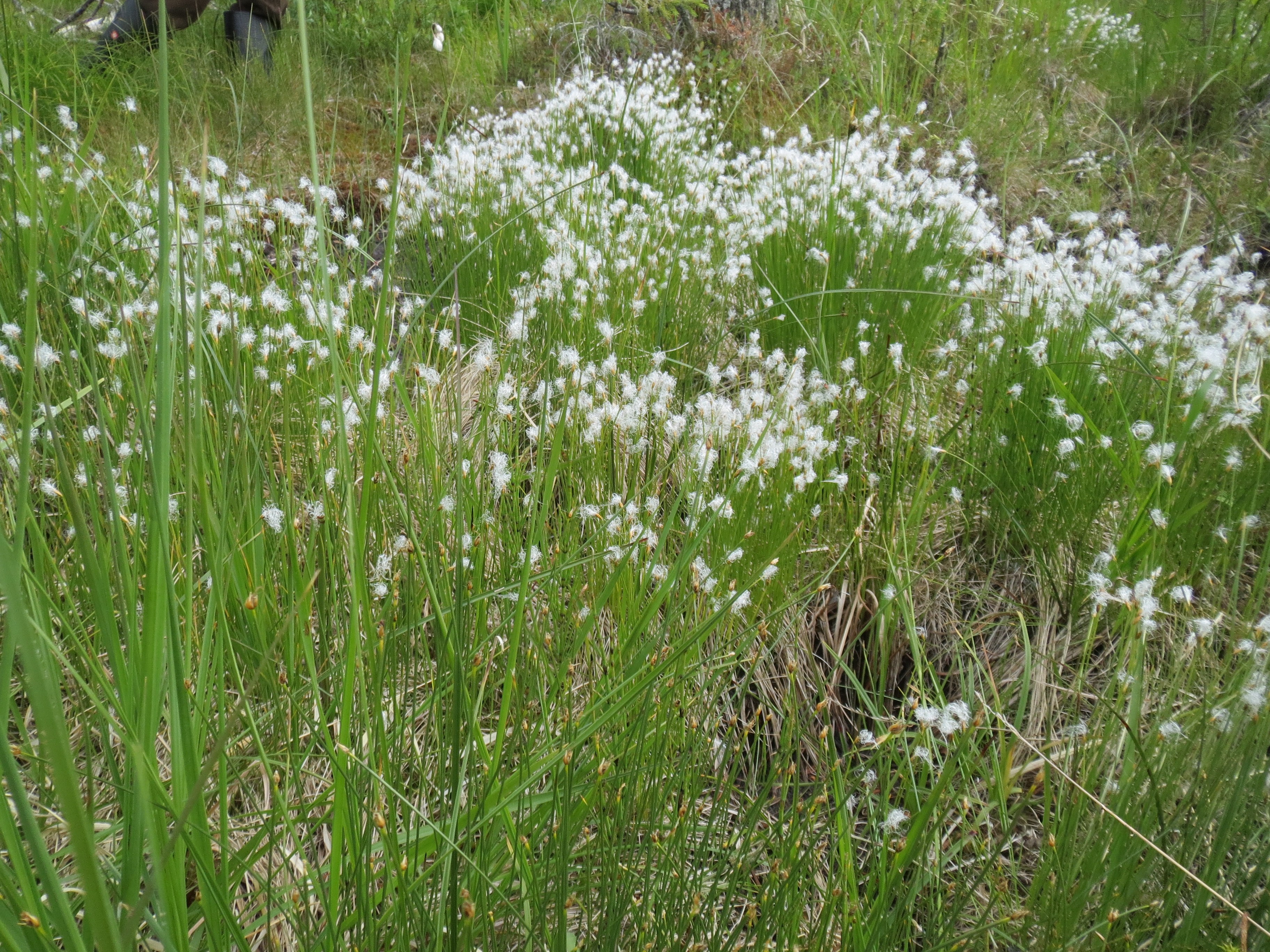
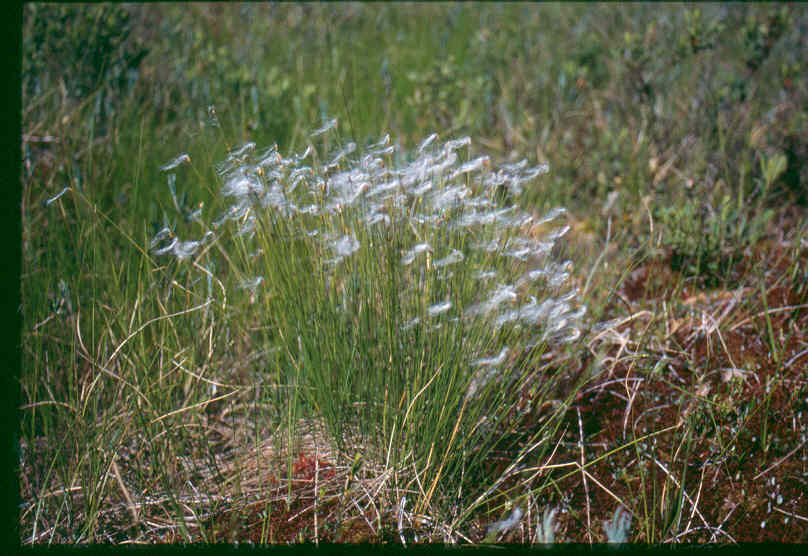
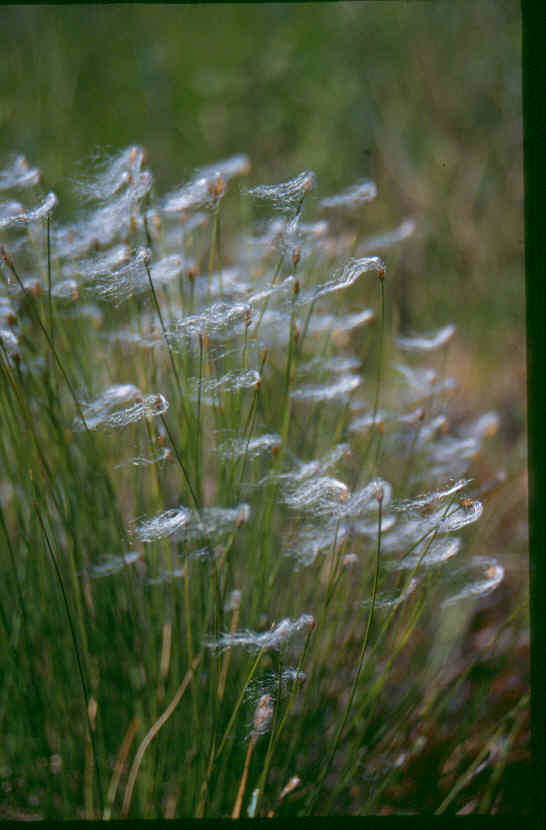
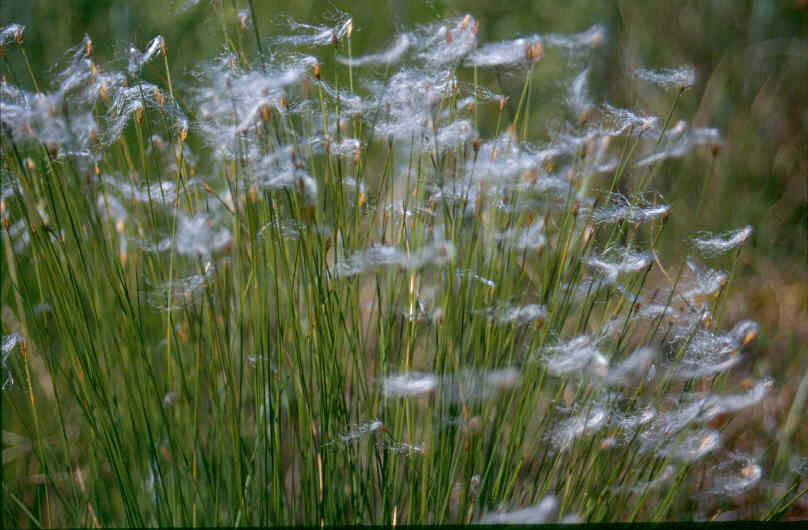